# واسیلیس هاتزیپاناگیس
واسیلیس هاتزیپاناگیس (یونانی: Βασίλης Χατζηπαναγής؛ زادهٔ ۲۶ اکتبر ۱۹۵۴) یک بازیکن فوتبال اهل اتحاد جماهیر شوروی سوسیالیستی است.
از باشگاه‌هایی که در آن بازی کرده‌است می‌توان به باشگاه فوتبال ایراکلیس ۱۹۰۸ و باشگاه فوتبال پاختاکور اشاره کرد.
وی همچنین در تیم ملی فوتبال یونان و تیم ملی فوتبال شوروی بازی کرده است.
وی همچنین برندهٔ جوایزی همچون جایزه سالگرد یوفا شده است.